# Carlo Vittadini

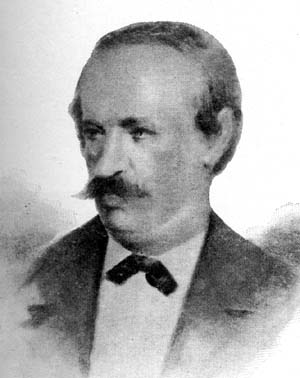
Carlo Vittadini

Carlo Vittadini (Bertonico, San Donato Milanese, 11 de junho de 1800 – Milão, 20 de novembro de 1865) foi um médico e micologista italiano.